# NGC 2465
NGC 2465 é uma estrela na direção da constelação de Lynx. O objeto foi descoberto pelo astrônomo William Parsons em 1851, usando um telescópio refletor com abertura de 72 polegadas. 